# Cebalet
Cebalet o Cebbala o Saballa (àrab: السبالة, as-Sabbāla), abans Sabalat Ouled Asker o Cebalet Ouled Asker (àrab: سبالة أولاد عسكر, Sabbālat Ūlād ʿAskar), és una ciutat de Tunísia a la governació de Sidi Bouzid, a l'extrem nord-oest de la governació i uns 37 km al nord-oest de la ciutat de Sidi Bou Zid. Està a mig camí entre Sbeitla i Jelma. Abans formava part de la delegació de Jelma, però cap al 2000 la part occidental de la delegació fou segregada per formar la nova delegació de Ceballa. Ocupa la part nord del Djebel Hamra, a la vora del riu Oued Chelif. La ciutat ronda els cinc mil habitants i és capçalera d'una delegació amb 19.110 habitants al cens del 2004.

## Infraestructures
El ferrocarril passa uns 4 km al nord de la ciutat.

## Economia
La principal activitat econòmica és l'agricultura, amb oliveres, cereals i llegums.

## Administració
Com a delegació o mutamadiyya, duu el codi geogràfic 43 54 (ISO 3166-2:TN-12) i està dividida en cinc sectors o imades:
- Cebalet (43 54 51)
- El Amra (43 54 52)
- Essed (43 54 53)
- Meghila (43 54 54)
- El Ayoun (43 54 55)

Al mateix temps, forma una municipalitat o baladiyya (codi geogràfic 43 13).